# Baby Bob
Baby Bob ist eine US-amerikanische Comedy-Serie, die in den USA unter dem Titel Baby Bob: Reality Bites auf CBS zu sehen war. In Deutschland war die Serie ab dem 14. Januar 2006 auf dem Fernsehsender ProSieben zu sehen.

## Handlung
Bob ist auf den ersten Blick ein ganz normales sechs Monate altes Baby. Allerdings unterscheidet er sich durch eine Sache deutlich von seinen Altersgenossen, seine ersten Worte waren nicht etwa „Mama“, „Papa“ oder Ähnliches, sondern „Nein, das tust du nicht Mam. Du bist nur ein bisschen gestresst, mehr nicht“, als er seine Mutter vor dem anstehenden Besuch seiner Oma aufheitern wollte.
Bob ist sehr redselig und das sogar auf dem Niveau eines Erwachsenen. Bobs Eltern, Lizzy und Walter, beschließen, seine Gabe zu seinem Schutz geheim zu halten, wobei Bob aber nicht immer ganz mitspielt und es des Öfteren zu Schwierigkeiten kommt.

## Episoden

### Staffel 1
| Folge # | Titel                        | Originaltitel                          |
| ------- | ---------------------------- | -------------------------------------- |
| 1-1     | Erste Worte                  | First Words                            |
| 1-2     | Mammi und ich                | Mommy & Me                             |
| 1-3     | Kunst für Kenner             | The Tell-Tale Art                      |
| 1-4     | Geschichten aus dem Jenseits | The Other Side                         |
| 1-5     | Ein Mann, ein Baby           | House of the Rising Son                |
| 1-6     | Babymund tut Wahrheit kund   | Talking Babies Say the Darndest Things |

### Staffel 2
| Folge # | Titel                    | Originaltitel             |
| ------- | ------------------------ | ------------------------- |
| 2-1     | Das Interview            | Rush Lim-Bob              |
| 2-2     | Autogram von Ringo       | Don't Pass Me By          |
| 2-3     | Alles bloß gespielt?     | Reality Bites             |
| 2-4     | Junge oder Mädchen       | Boys Will Be Girls        |
| 2-5     | Unbeschwertes Wochenende | Footloose, Infancy Free   |
| 2-6     | Wer kennt Jack?          | You Don't Know Jack       |
| 2-7     | Vegas Baby               | Vegas Baby                |
| 2-8     | Der Spezialeffekt        | Let's Go to the Videotape |

## Ausstrahlung in Deutschland
Die Serie wurde auf ProSieben sonntags in den frühen Morgenstunden vor Jake 2.0 ausgestrahlt.